# El Madronal, Amatenango del Valle
El Madronal är en ort i Mexiko.   Den ligger i kommunen Amatenango del Valle och delstaten Chiapas, i den sydöstra delen av landet, 800 km öster om huvudstaden Mexico City. El Madronal ligger 1 833 meter över havet och antalet invånare är 550.
Terrängen runt El Madronal är kuperad åt nordost, men åt sydväst är den bergig. Runt El Madronal är det ganska tätbefolkat, med 67 invånare per kvadratkilometer. Närmaste större samhälle är Amatenango del Valle, 1,5 km norr om El Madronal. I omgivningarna runt El Madronal växer huvudsakligen savannskog.